# David Paul Jackson
Pour les articles homonymes, voir Jackson.
David Paul Jackson (1er septembre 1951, Seattle, États-Unis) est un tibétologue américain.

## Biographie
Il a obtenu son doctorat à l'université de Washington en 1985 et a passé de nombreuses années à étudier et à traduire à Seattle pour l'érudit tibétain Dezhung Rinpoché dont il a été un des proches disciples. De 1992 à 2006, il a été professeur de tibétologie à l'université de Hambourg. Il est conservateur du Rubin Museum of Art à New York.
En septembre 2021, à l'occasion de son 70e anniversaire, une collection d'essais a été publiée en son honneur. 

## Publications
- (en) The „Miscellaneous series“ of Tibetan texts in the Bihar Research Society, Patna. A handlist. Stuttgart 1989,  (ISBN 3-515-05215-1).
- (en) The early abbots of 'Phan-po Na-lendra. The vicissitudes of a great Tibetan monastery in the 15th century. Wien 1989, (OCLC 1045996584).
- (en) als Herausgeber: Two biographies of Śākyaśrībhadra. The eulogy by Khro-phu lo-tsā-ba and its „Commentary“ by bSod-nams-dpal-bzang-po. Texts and variants from 2 rare exemplars preserved in the Bihar Research Society, Patna. Stuttgart 1990,  (ISBN 3-515-05519-3).
- (en) Enlightenment by a single means. Tibetan controversies on the „Self-sufficient white remedy“ (Dkar po chig thub). Wien 1994,  (ISBN 3-7001-2162-8).
- (en) avec Janice A Jackson et Robert Beer, Tibetan Thangka Painting - Methods And Materials, 2006,  (ISBN 978-1-55939-257-0)
- (en) David Paul Jackson, A Saint in Seattle : The Life of the Tibetan Mystic Dezhung Rinpoche, Boston, Wisdom publications, 2003, 1re éd., 767 p., poche (ISBN 978-0-86171-396-7, LCCN 2004004098, lire en ligne), p. 768 pages
- (en) David Paul Jackson, Lama of Lamas: The Life of the Vajra-master Chogye Trichen Rinpoche, Vajra Books, 2020 (ISBN 978-9-937-93301-8)

## Référence
1. ↑  (en) Jigdral Dagchen Sakya, préface de A Saint in Seattle: The Life of the Tibetan Mystic Dezhung Rinpoche
2. ↑  (en) David Jackson, buddhanature.tsadra.org
3. ↑  (en) Joerg Heimbel, Gateways to Tibetan Studies: A Collection of Essays in Honour of David P. Jackson on the Occasion of his 70th Birthday, H-Net (en), 26 septembre 2021